# Fort Pitt Bridge
Il Fort Pitt Bridge è un ponte ad arco a due piani in acciaio che attraversa il fiume Monongahela vicino alla sua confluenza con il fiume Allegheny a Pittsburgh, in Pennsylvania.
Inaugurato nel giugno del 1959 in sostituzione del Point Bridge, il Fort Pitt Bridge è stato il primo ponte ad arco progettato al computer. Il ponte è noto per i suoi difficili cambi di corsia, specialmente al piano inferiore, che spesso richiedono alle persone di passare dall'estrema corsia sinistra attraverso due corsie all'estrema destra in soli 300 piedi. Il livello superiore è più tollerabile per alcuni percorsi, ma richiede ancora un cambio di corsia a campata completa in 300 piedi per arrivare dall'entrata sud alle uscite del centro.

## Storia
Il Fort Pitt Bridge da 6,305 milioni di dollari, progettato da George S. Richardson, è stato inaugurato il 19 giugno 1959.
I suoi due ponti precedenti, il Point Bridge originale (1877-1924) e la sua sostituzione con lo stesso nome (aka Point Bridge II, 1927-1959), si estendevano ancora più vicino alla summenzionata confluenza da West Carson Street (vicino alla Duquesne Incline) a Water St. (ora Fort Pitt Blvd.), vicino alla punta di Point State Park .

## Cultura di massa
Il Fort Pitt Bridge fa parte di una sequenza di The Song Remains the Same (1976), un documentario del tour dei Led Zeppelin del 1973. Vengono mostrati anche molti altri punti di riferimento di Pittsburgh, tra cui il Ponte della Libertà e i suoi tunnel .